# LSV Fürstenfeldbruck
Der Luftwaffen-Sportverein Fürstenfeldbruck war ein Sportverein in bayerischen Fürstenfeldbruck in der Nähe von München.

## Geschichte

### Fußball
In der Qualifikation zum Tschammerpokal 1942 auf Reichsebene schaffte es der Verein bis in die 2. Runde, schied dort jedoch zuhause gegen den späteren Pokalsieger TSV 1860 München mit 0:6 aus. Ende März 1943 verlor der LSV gegen den FC Bayern München in einem Meisterschaftsspiel der Gauliga Südbayern der Saison 1942/43 mit 1:4. In der Vorrunde des Qualifikationsturniers für den Tschammerpokal 1943 (entweder am 11. oder 18. April) schlug die Mannschaft die SpVgg Seidling mit 4:3. In dieser Saison schaffte es die Mannschaft bis in das Viertelfinale des sogenannten Gaupokal Oberbayern / Sportgau München, schied dort jedoch gegen 1860 München zuhause mit 2:10 aus.
In der Liga spielte der LSV in der Saison 1942/43 noch in der Gaumeisterschaft München-Oberbayern Staffel 2 und belegte nach fünf Spielen den vierten von sechs Plätzen. Von den Spielen her konnten zwei gewonnen, eines Unentschieden und ebenfalls zwei verloren werden. Mit einem relativ ausgeglichenen Torverhältnis von 17:16 kam man auf 5:5 Punkte. In der Gauliga Bayern Saison 1944/45 in der Staffel München/Oberbayern trat die Mannschaft dann zwar in der ersten Liga an. Da der Verein im September 1944 allerdings aufgelöst wurde, gab es dort keine Spiele.

### Leichtathletik
Beim Münchener Bahnstaffeltag im April 1942 erlangten die Läufer des LSV mit dem bisher amtierenden Meister Ludwig Kaindl den zweiten Platz hinter dem 1860 München mit Hermann Eberlein und Seibert. Am Dienstag, den 4. August 1942 lief Kaindl beim 6. Hans-Braun-Sportfest im Dante-Stadion München für den LSV startend mit einer Zeit von 5:23,4 min einen neuen deutschen Rekord über 2000 m. Damit wurde er zudem auch Bester seines Jahrgangs und überbot auch seinen alten Rekord. Bei einem vom LSV ausgerichteten Waldlauf Mitte November 1942 über 7,4 km siegte Kaindl mit 22 Minuten und 50 Sekunden, sein Kontrahent Eberlein benötigte 23 Minuten und vier Sekunden.